# تجاهل الأغلبية

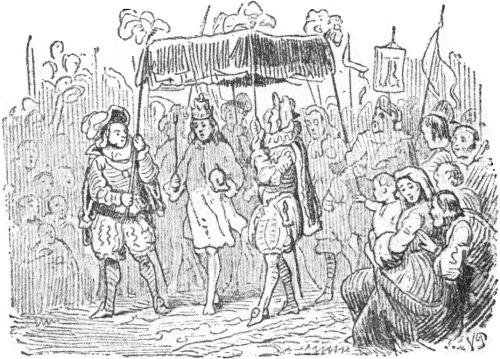

في علم النفس الاجتماعي، تجاهل الأغلبية هي حالة يرفض فيها الأغلبية سلوكًا معينًا، ولكن يفترضون أن معظم الآخرين يتقبلونها. «لا يؤمن بها أحد، ولكن كل فرد يعتقد أن كل شخص يؤمن بها». عدم وجود المعارضة أو قلتها الشعبية يساعد في تخليد مبدأ قد يكون في الواقع مرفوض من معظم العامة.
يمكن للجهل المتعدّد أن يختلف مع تأثير الآراء الخاطئة. في حالة تجاهل الأغلبية، يزدري الناس هذا السلوك بصورة خفية لكنهم يدعمونه أمام العامة. أثر الرأي المشترك الخاطئ يجعل الناس تفترض بصورة خاطئة أن الأغلبية تفكر بصورة مشابهة لهم بينما الأغلبية في الواقع لا يفكرون بنفس الطريقة (ويعبرون بصراحة عن معارضتهم). على سبيل المثال، تجاهل الأغلبية قد يؤدي إلى جعل طالبة تشرب الكحول بصورة مفرطة لأن تعتقد أن أي شخص آخر يقوم بنفس هذه العادة، بينما في الواقع، يود الآخرون أن يقدروا على تجنب إفراط الشرب، لكنهم لا يعبرون عن هذا الرأي بسبب الخوف من أن يكونوا منبوذين من الآخرين. الرأي المشترك الخاطئ لنفس الحالة قد يعني أن الطالب يؤمن أن معظم الأشخاص الآخرين لا يستمتعون بإفراطهم في الشرب، بينما هم في الواقع يستمتعون بعمل ذلك ويعبرون عن آرائهم إزاء ذلك بكل صراحة.
اُستخدم مصطلح «تجاهل الأغلبية» بواسطة دانيل كاتز وفلويد اتش آلبورت في عام 1931. وقد وصف بهذا الاسم في علم النفس عام 1948. كالحالة التي «لا يؤمن بها أحد، ولكن كل فرد يعتقد أن الجميع يؤمن بها».

## نتائج تجاهل الأغلبية
كان تجاهل الأغلبية هو الحجة للمفهوم الذي كان منتشرًا بين الأمريكيين البيض، بأن الدعم الهائل والمبالغ فيه للأمريكيين البيض الآخرين هو سبب العنصرية في ستينيات القرن الماضي، وكان هو السبب أيضًا، في الشعبية الوهمية التي استمرت في دعم النظام الشيوعي في الاتحاد السوفييتي على الرغم من كثرة المعارضين له ولكنهم اعتقدوا أن الآخرين يدعمونه نتيجة لذلك، كان معظم الناس خائفين من أن يعبروا عن معارضتهم.
في دراسات متواصلة أجريت لاختبار آثار تجاهل الأغلبية، «برينتس» و«ميلر» درسوا نتائج هذا السلوك في جامعة بيرنسون. ووجدوا أن متوسط مستوى الرضا الشخصي في حالة شرب الكحول داخل الحرم الجامعي أقل بكثير من المستوى المعروف. وفي ما يخص الرجال وجدوا أن هناك تحول في المواقف فيما يخص العادات المعروفة وأن هذا يعد شكلًا من أشكال التنافر الإدراكي. ومن جانب آخر في ما يخص النساء، فقد وجدوا أن هناك ازديادًا في الإحساس بالغرابة في الحرم الجامعي. ولكن مواقفهن لا تتغير مقارنة بالرجال وذلك من المحتمل أن يكون بسبب أن العادات المتعلقة باستهلاك الكحول في الحرم الجامعي تهم الرجال أكثر من النساء وقد أظهرت الدراسات أن تجاهل الأغلبية مصدر إزعاج مستمر، حتى للممتنعين عن فعل شيء ما، من المقامرة للتدخين وأيضًا شرب الكحول مرورًا بمن يتبع النظام الغذائي النباتي. وقد ذكرت الرسالة أن الجهل المتعدد يمكن أن يكون نتيجة للبنية الداخلية للشبكات الاجتماعية وليس للتنافر الإدراكي.
ويمكن تفسير تجاهل الأغلبية جزئيًا بتأثير المتفرِّج لأنه من الملاحظ أن الأشخاص غالبًا ما يتدخلون في الحالات الطارئة عندما يكونون وحدهم لا عندما يكونوا في حضرة الآخرين. فإذا كانوا يراقبون ردود فعل الآخرين في مثل هذة الحالات يمكنهم أن يستخلصوا من تلكّؤ الآخرين أنهم يعتقدون أن التدخل غير ضروري ولذلك لن يتدخل أحد حتى لو اعتقد بعضهم في قرارة نفسة أنه يتوجب عليه فعل شيء، من جانب آخر لو تدخل شخص واحد فغالبًا سيتبعه الاخرون لتقديم المساعدة.